# The Calog
The Calog – polski zespół rockowy, założony w Rzeszowie przez braci Michała i Marcina Baryckich.

## Skład
- Michał Barycki - wokal, gitara basowa
- Marcin Barycki - gitara
- Krzysiek Panas Jr. - perkusja

## Dyskografia

### Albumy
- Dirty World (2004)
- Parę chwil (2006)
- Bomby kolorowe (2009)

### Single
- Dirty World (2004)
- Telefoniczna miłość (2004)
- Zawsze (2006)
- Nie ma takich miejsc (2006)
- Wiosna (2006)
- Głowy (2006)
- Wyjedź ze mną (2006)
- Bomby kolorowe (2009)